# Kunskap

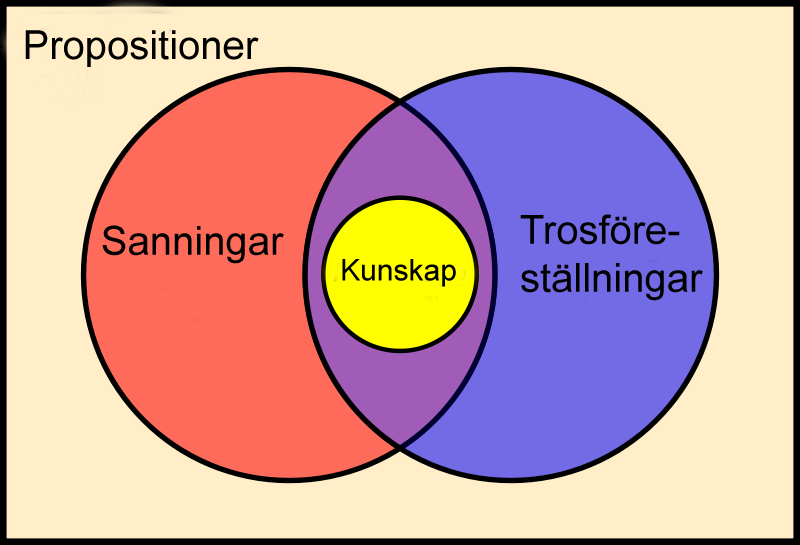
Enligt Platon är kunskap en delmängd av det som är både sant och trott.

Kunskap eller lärdom är inlärd teoretisk förmåga att förstå, återge och tillämpa information och idéer, exempelvis faktauppgifter om skeenden och sakförhållanden, tillvägagångssätt, regler, samband, begreppsdefinitioner, innovationer, orsaksförhållanden, förklaringsmodeller och prediktionsmodeller. En person kan förvärva kunskap genom att memorera och internalisera information som andra har kommunicerat, exempelvis genom studier. En person kan också själv utveckla ny kunskap genom att dra slutsatser ur praktiska erfarenheter och upptäckter, genom att syntetisera (kombinera) annan förvärvad kunskap eller genom systematisk forskning med hjälp av vetenskapliga metoder. Kunskap kontrasteras ibland mot praktiska färdigheter. Vetande är ett näraliggande koncept, som ofta kontrasteras mot tro. Ur ett generellt perspektiv är kunskap medvetenhet om verklighet, exempelvis "Jag existerar", "Jag vet att 1+1=2" eller "Jag vet hur man lagar pyttipanna".
Inom den filosofiska disciplinen kunskapsteori (även kallad epistemologi) utgår man ofta från Platons definition av kunskap som "trosföreställningar som är både sanna och man har goda skäl att tro på", men det finns även andra teorier som den rationalistiska och empiristiska traditionen med Descartes och Locke som företrädare samt Kant som bidragit till en sammanjämkande syntes av dessa traditioner. Där diskuteras även hur kunskap kan rättfärdigas.

## Definition
En traditionell uppfattning säger att kunskap är sann, rättfärdigad tro. Att en person P vet A (har kunskap att A är fallet), betyder således att:
- A är sann
- P anser att A är sann
- P har goda skäl för att hålla A för sann

Denna analys är inte allmänt accepterad, utan har utmanats, särskilt genom Gettierproblemet. Detta utgörs av två exempelfall där en person har en rättfärdigad sann tro om något påstående X men vet ändå inte X eftersom legitimeringen är falsk. Ludwig Wittgenstein observerade att man kan säga "Han tror det, men det är inte sant." men inte "Han vet det, men det är inte sant." Enligt Wittgenstein är det inte olika mentala tillstånd, utan olika sätt att tala om övertygelse: skillnaden ligger i vilken aktivitet de sysslar med. Att veta till exempel att det brinner är inte ett mentalt tillstånd, utan att utföra en särskild aktivitet med tillståndet att det brinner.
Wittgensteins slutsats är att "Vi förklarar att den vetenskapliga metoden är den mest trovärdiga teknik människan har utvecklat än så länge för att kontrollera tingens flöde och att etablera stabila trossatser."

## Typer av kunskap

### Information
Information är kunskap som kommuniceras. Information är i teknisk bemärkelse detsamma som specifikation, avgränsning, utpekning eller reducering av alternativ.
I informationsteoretisk mening skiljer sig information (eller nyttodata) från data (eller rådata), exempelvis informationens digitala representation. Informationsmängd är ett mått i enheten bit på minsta möjliga antal 0:or och 1:or som krävs för att representera datat digitalt efter att det har komprimerats så långt som är teoretiskt möjligt. Informationsmängd kan också beskrivas som den ökade bestämningsgrad man erhåller då en mängd möjliga alternativ reduceras till ett mindre mängd alternativ.
Informationsutvinning (eng. data mining) eller dataanalys är statistiska metoder för att upptäcka och utvinna för människan meningsfull ny information och kunskap ur data (som även innefattar mönster utan mening).
Genom metadata (information om data) kan maskiner förstå innebörden eller "semantiken" i data.

### Empirisk kunskap

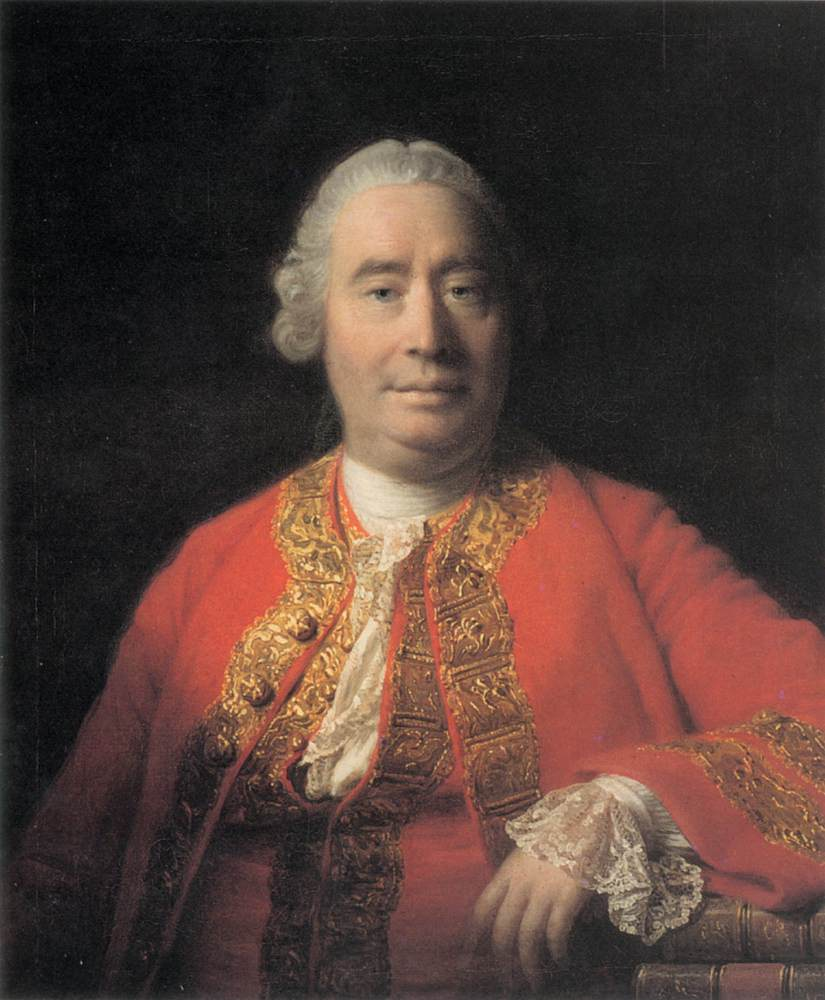
David Hume var en av de som utvecklade empirismen.

Kunskap som dras från erfarenheter, till exempel via trial and error, kallas empirisk kunskap. Den bygger på sinnesintryck och kräver bevis för att kunna kallas sann. Sådan kunskap tenderar att vara situationsbaserad, vilket betyder att kunskapen kan stämma i en situation, men vara felaktig i en annan. Två svampar till exempel kan vara nära nog identiska, men den ena vara giftig och den andra ätlig. Beroende på vilken man tidigare har stött på, kan man tro att den även den andra är giftig eller ätlig. En av de främsta fördelarna med den vetenskapliga metoden är att teorierna som den producerar i långt mindre grad är beroende på situationer och kan göras mer allmängiltiga.
Empiri, via till exempel experiment ger vad som kallas "a posteriori"-kunskap (från 'efteråt', det vill säga att kunskapen kommer efter ett experiment eller dylikt). Exempel på sådan kunskap är "protoner består av kvarkar" och "Agatha Christie skrev många deckare".

### Analytisk kunskap

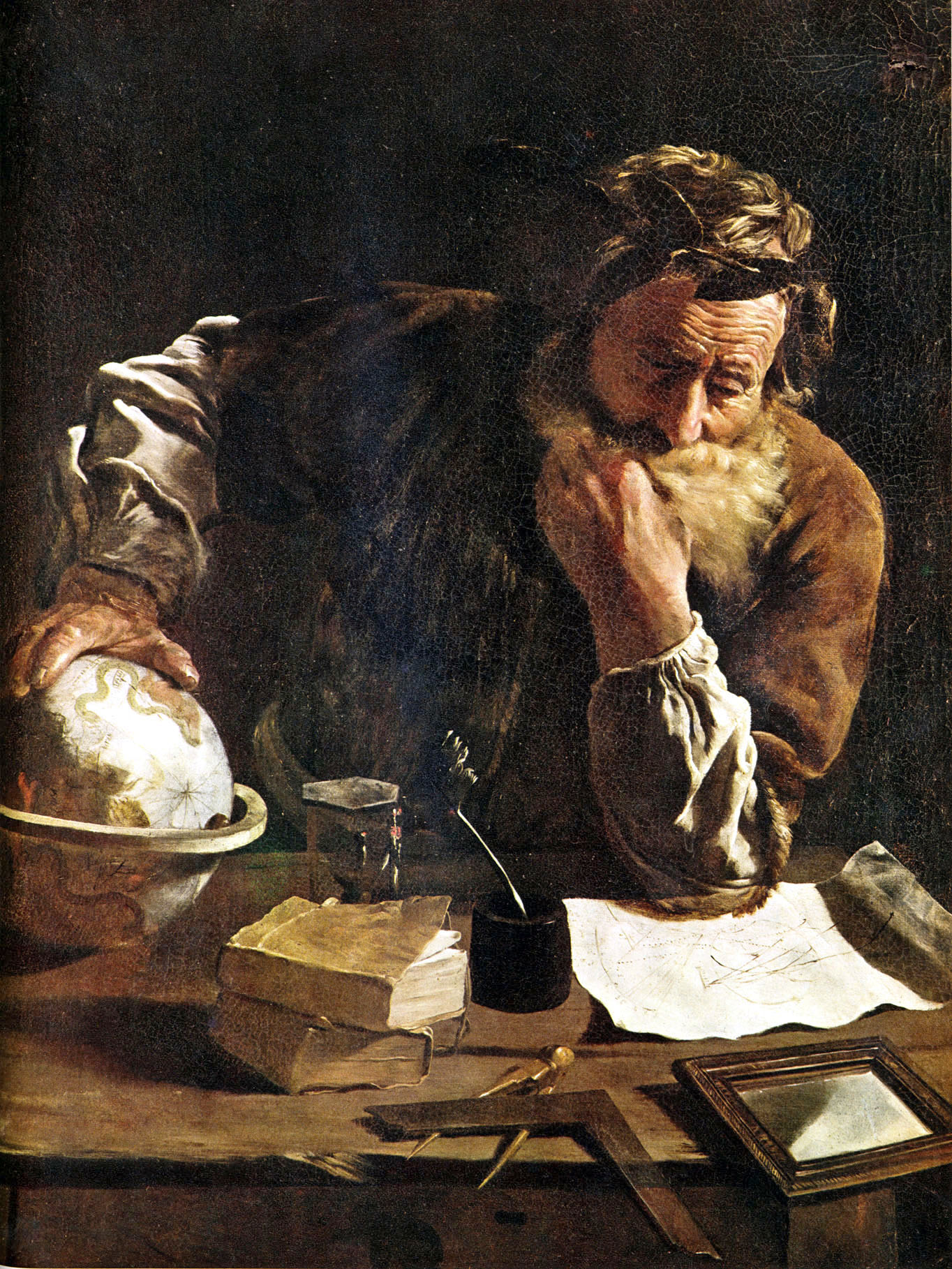
Arkimedes, här på målning av Domenico Fetti, var en av de första matematikerna.

Kunskap som inte kräver erfarenhet eller sinnesintryck utan beror på logik kallas analytisk kunskap. Det behövs inga bevis eller experiment för analytisk kunskap. Ett exempel är "Alla ungkarlar är ogifta." Sådan kunskap kallas även "a priori" (från 'före', det vill säga att kunskapen kommer före sinnesintryck etc.). A priori-kunskap är sådant man tar för givet. En stol är till exempel alltid utbredd i rummet och i tre dimensioner. Denna kunskap kan man inte glömma, ens vid amnesi.
Analytisk kunskap strävar efter att säga något om de strukturella lagar som världen vilar på. Matematik är en sådan vetenskaplig disciplin. Man söker finna ut under vilka villkor som kunskap av olika slag kan byggas upp. Man diskuterar vilka krav som bör ställas för dess verifiering eller falsifiering.
Både sinnesintryck och logisk slutledning har hög status som vägar till kunskap. Men det betyder alls icke att filosofer ser dem som problemfria. Sinnesintryck ger inte nödvändigtvis en säker kunskap om världen. Se: fantomsmärta. Sinnesintrycken kan även betvivlas till exempel med hjälp av det klassiska drömargumentet. (Hur vet du att du inte drömmer?)
Ett sätt att angripa drömargumentet är att säga att kunskap handlar om lagbundenheter, invarianser. De regelbundna dragen i skeendet anses då borga för att det hör verkligheten till.

### Partiell och relativ kunskap
En del epistomologer fokuserar på partiell kunskap. I de flesta verkliga fall är det inte möjligt att ha en fullständig förståelse av alla fakta inom ett område och därför måste vi acceptera att vår kunskap inte alltid är komplett. Det är i stort sett bara i enkla matematiska problem där vi har tillgång till alla fakta och alla metoder vi behöver för att lösa problemen. De flesta andra fall måste vi ta hänsyn till kontexten och sannolikhetslära. Lateralt tänkande kan också vara en metod för att lösa sådana problem.
Inom andra grenar av vetenskapen kan man ha kunskapsideal som inte är lika absoluta som i filosofin. Inom till exempel historisk vetenskap gör man en värdering av historiska källor för att uppnå en rimlig grad av säkerhet; och når med andra ord en kunskap som är relativ. Se: historicitet. Här är källkritik en viktig infallsvinkel.

### Procedural och deklarativ kunskap
Procedural kunskap (även "färdighetskunskap") är praktisk förmåga att utföra en uppgift. Deklarativ kunskap (även "propositionell kunskap") är kunskap som kan uttryckas i ord och handlar alltså om fakta. Procedural kunskap lärs bäst av att få utföra uppgiften, medan deklarativ kunskap lärs effektivast genom att till exempel lyssna eller läsa.
Procedural kunskap inom läkaryrket kallas ibland[när?] för den kliniska blicken.

## Mänsklig kunskap
Fram till 1900-talet, åtminstone i västerländsk filosofisk tradition, togs det för givet att kunskap var något som enbart människor - eller Gud - innehade. Ibland var cirkeln ännu mindre: enbart vuxna, enbart vuxna män, eller enbart vuxna vita män. Ibland åsyftades också vad ett samhälle visste, såsom "det koptiska samhället hade kunskap om X" (i kontrast till vad enskilda kopter hade kunskap om). Det var också ovanligt att anse att kunskap kunde vara omedveten, förrän Sigmund Freud systematiserade dessa tankar.

## Icke-mänsklig kunskap
Enligt Karl Popper och Niels Jerne kan kunskap också kunna sägas finnas i immunsystemet och i DNA.
För att skapa en definition som täcker dessa typer av kunskap har biologer ansett att kunskap måste finnas tillgängligt för systemet, trots att systemet inte måste vara medvetet. De har därför föreslagit följande kriterier:
- systemet bör vara dynamiskt och självorganiserande (till skillnad från en bok)
- kunskapen måste representera världen utanför på något sätt, eller sätt att hantera världen utanför
- det måste finnas något sätt för systemet att nå informationen snabbt nog för att det ska vara användbart

## Spridande av kunskap
Kunskap är på många sätt sammankopplad med spridning. Två av de tydligaste elementen är dels att spridning en förutsättning för att informationen ska fortleva (om originalbäraren av kunskapen dör, dör annars också kunskapen), dels att kunskap inte har lika stor nytta om den hålls hemlig. I de flesta samhällen finns därför skolor vars främsta syfte är att sprida kunskap från den äldre generationen till den yngre generation eller från experter till nybörjare. Det pågår en stor diskussion om vilket som är viktigast av arv eller miljö.
Spridning av kunskap kräver kommunikation. Två av de vanligaste formerna av metoder för att sprida kunskap är skriftspråket och talekonsten. Andra sätt att sprida kunskap är imitation och den sokratiska metoden.